# Емблема на Афганистан
След падането на Кабул от талибанските сили на 15 август 2021 г. настоящият статус на емблемата е неизвестен, тъй като страната се оспорва между фактическото Ислямско емирство Афганистан и де юре Ислямска република Афганистан.

## Символика
Емблемата на Афганистан се появява в настоящия си вид в средата на 20 век още по времето на кралския режим в страната. След свалянето на монархията народно-демократичните и комунистическите правителства сменят държавната символика неколкократно. Това прави Афганистан страната с най-често сменяната национална символика. По времето на талибаните страната е изолирана от света и държавната символика е променена за пореден път. През 2002 година временното правителство на Афганистан връща емблемата на страната от времето на монархията. Тя съдържа няколко елемента:
Най-отдолу е изписана годината 1298, която според афганистанския календар съответства на 1919 – годината на провъзгласяването на независимостта на страната и победата над британските колонисти. Под годината върху бяла лента е изписано името на страната „Афганистан“. Най-отгоре на емблемата е изписан Шехадетът на арабски, който е символ веруюто на мюсюлманите и гласи:
| „ | Няма друг бог освен Аллах и Мохамед е негов пророк! | “ |

От долу шехадетът е осветен от лъчите на изгряващо слънце, а под него са изписани думите „Аллах е велик!“. В центъра на националната емблема е изобразена джамия с михраб, обърнат според ислямската традиция към Мека, и минбар. От двете страни на джамията са поставени две афганистански национални знамена. Около джамията са изобразени два пшенични класове, обвити с бяла лента. Всички елементи са в бяло, а националната емблема се изобразява на червен фон.
Интересно е да се отбележи, че националната емблема на Афганистан не съдържа никаква друга национална специфика, освен религиозната. От всички държавни емблеми и гербове на ислямските страни само тази на Афганистан е изпъленена с толкова много ислямска символика.